# The Frighteners
The Frighteners es una película de terror cómico de 1996, dirigida por Peter Jackson y protagonizada, entre otros, por Michael J. Fox y Trini Alvarado. Ganó el premio del Festival de Cine de Sitges en 1996 a los Mejores efectos especiales, de Richard Taylor. Fue la última película de Michael J. Fox como protagonista, ya que dos años después empezó a ser evidente que tenía párkinson.

## Argumento
En 1990 el exitoso, pero egoísta y alcoholizado, arquitecto Frank Bannister (Michael J. Fox) sufre un accidente de automóvil en el que fallece su mujer Debra (Angela Bloomfield). Él sufre un golpe en la cabeza y, tras recuperarse y renunciar a su profesión —por lo que deja de construir la casa de sus sueños—, se da cuenta de que tiene la capacidad de poder ver, escuchar y hablar con fantasmas. Tras iniciar una amistad con tres de ellos -el gánster afroamericano de los 60 Cyrus (Chi McBride), el nerd de los 50 Stuart (Jim Fyfe) y el pistolero del Viejo oeste El Juez (John Astin)-, Frank decide, con su ayuda, engañar a sus vecinos haciéndose pasar por cazafantasmas para ganar dinero. 
En una de sus estafas conoce al matrimonio formado por la doctora Lucy Lynskey (Trini Alvarado) y Ray (Peter Dobson). Este último resulta ser asesinado por un espectro parecido a la muerte, que se dedica a asesinar a varios lugareños marcándolos con un número en la frente. Debido a su extraño comportamiento, Frank se convierte en el principal sospechoso para la policía y para el excéntrico agente del FBI Milton Dammers (Jeffrey Combs).
Por su parte, Lucy visita a Patricia Ann Bradley (Dee Wallace-Stone), una extraña mujer que de joven fue la novia y cómplice del asesino Johnny Bartlett (Jake Busey), el cual mató a doce personas en un sanatorio y fue sentenciado a la silla eléctrica. Ella, por su parte, salió en libertad por ser menor de edad y quedó al cuidado de su estricta madre (Julianna McCarthy).
Mientras tanto, Frank continúa con su investigación y descubre que la próxima en morir será la reportera Magda Rees-Jones (Elizabeth Hawthorne). Cuando ésta finalmente muere, Frank se escapa de la comisaría y decide salvar a la próxima víctima: Lucy. Es entonces cuando se da cuenta de que el espectro asesino no es otro que el de Johnny, que fue invocado por su extraña novia Patricia. Frank y Lucy, con tal de acabar con toda esta pesadilla, deciden llevar las cenizas de Johnny a la capilla del sanatorio donde se cometió el asesinato múltiple. Allí les espera la malvada pareja, que quiere continuar con sus asesinatos. Sin lograrlo, Patricia y Johnny acaban yendo al infierno, mientras que Frank y Lucy consiguen sacar a la luz toda la verdad. Finalmente, ambos inician una relación y continúan con la construcción de la casa de sus sueños.

## Reparto
- Michael J. Fox - Frank Bannister, arquitecto y estafador «psíquico»
- Trini Alvarado - la Dra. Lucy Lynskey, llamada así por la actriz Melanie Lynskey, protagonista de Heavenly creatures.
- John Astin - el Juez, personaje justiciero del siglo XIX
- Jeffrey Combs - Milton Dammers, agente del FBI
- Dee Wallace-Stone	- Patricia Ann Bradley, la hija de la Sra. Bradley
- R. Lee Ermey - el sargento Hiles, guardián del cementerio
- Elizabeth Hawthorne - Magda Rees-Jones
- Melanie Lynskey - una policía
- Chi McBride - Cyrus, un gánster afroestadounidense fallecido en los años setenta, compañero de Frank Bannister
- Jim Fyfe - Stuart, un joven fallecido en los años cincuenta, compañero de Frank Bannister
- Jake Busey - Johnny Charles Bartlett, un asesino serial ejecutado en el pasado
- Troy Evans - el comisario Walt Perry
- Julianna McCarthy	- la Sra. Bradley, la madre de Patricia Bradley
- Peter Dobson - Ray Lynskey, el atlético esposo de la Dra. Lucy Lynskey
- Angela Bloomfield - Debra Bannister, la esposa fallecida de Frank Bannister
- Silvia Pinal - la Sra. Hernández, paciente del hospital.